# Holda
Na mitologia nórdica ou germânica, Holda era considerada a senhora das bruxas. Tinha algumas semelhanças com a deusa Ártemis, da mitologia grega
Os antigos germânicos consagravam à Holda o dia que no calendário gregoriano corresponde a 10 de julho.